# Velten Schneider
Velten Schneider (* 21. August 1999) ist ein deutscher Leichtathlet, der sich auf den 3000-Meter-Hindernislauf spezialisiert hat. Zu seinen größten Erfolgen zählen die Bronzemedaille bei den Deutschen Meisterschaften 2022 und die Silbermedaille 2024 sowie die Bronzemedaille beim 3000-Meter-Lauf bei den Deutschen Hallenmeisterschaften 2023.

## Werdegang
Velten Schneider bestritt seine ersten Leichtathletikwettkämpfe für die SpVgg Renningen. Es folgte 2016 der Wechsel zu seinem aktuellen Verein VfL Sindelfingen. Neben seiner Sportkarriere studiert Schneider Humanmedizin an der Universität des Saarlandes in Homburg.

## Sportliche Erfolge
Seinen ersten nationalen Erfolg konnte Schneider im Jugendbereich bereits 2017 mit dem Gewinn der Silbermedaille über 1500 Meter bei den Deutsche Jugendmeisterschaften U20 in Ulm verzeichnen. 2018 folgte die Teilnahme bei den U20-Weltmeisterschaften in Tampere, Finnland. In Tallinn, Estland startete er auch 2021 bei den U23-Europameisterschaften.
Im Erwachsenenbereich errang Schneider 2022 die Bronzemedaille im 3000-Meter-Hindernislauf bei den Deutschen Meisterschaften in Berlin. 2023 folgte eine weitere Bronzemedaille im 3000-Meter-Lauf bei den Deutschen Hallenmeisterschaften 2023 in Dortmund.
2024 qualifizierte Schneider sich für die Europameisterschaften 2024 in Rom, Italien. Zusammen mit Karl Bebendorf und Frederik Ruppert gelang Schneider den Einzug ins Finale des 3000-Meter-Hindernislaufes. Bei den Deutschen Meisterschaften 2024 belegte Schneider den zweiten Platz.
Über das World-Ranking-Verfahren konnte sich Schneider für die Olympischen Sommerspiele 2024 in Paris qualifizieren.